# Ґергард Шульц
Ґергард Шульц (нім. Gerhard Schulz, 1 червня 1931 — 2 жовтня 2008) — німецький вершник.
Бронзовий призер Олімпійських Ігор 1964 року в командному триборстві, учасник 1960 року.